# Daniel Fedorczuk

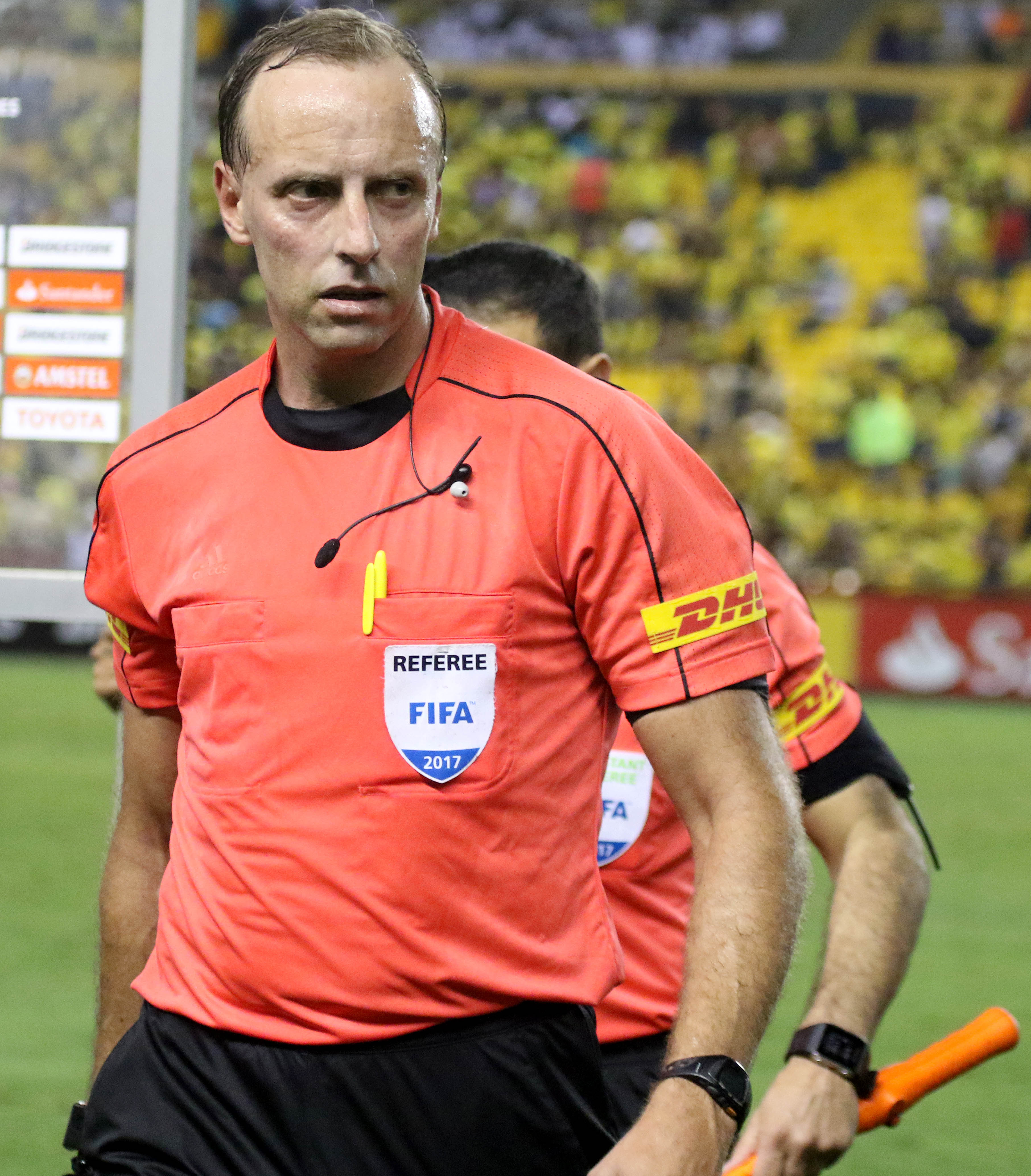
Daniel Fedorczuk (2017)

Daniel Adán Fedorczuk Betancour (* 2. Mai 1976 in Montevideo) ist ein uruguayischer Fußballschiedsrichter.
Fedorczuk leitet mindestens seit der Saison 2009/10 Spiele in der uruguayischen Primera División. Bislang hatte er bereits über 250 Einsätze.
Von 2011 bis 2021 stand er auf der Liste der FIFA-Schiedsrichter (seit 2021 als Videoschiedsrichter) und leitete internationale Fußballspiele.
Bei der Copa América Centenario 2016 in den Vereinigten Staaten leitete Fedorczuk zwei Partien. Zudem war er bei der U-20-Weltmeisterschaft 2015 in Neuseeland im Einsatz.